# 景淑範
景淑範 （？—1642年），字拱辰，山西平陽府蒲州人，明朝政治人物、賜特用進士出身。
崇禎十三年賜特用，十四年授莒州知州，十五年（1642年）立進士榜；同年清軍入塞，進犯莒州，與庠生杜李連合兵民抗擊清軍三日，城破被俘，同杜李於國士橋不屈殉節。